# Juan Vicente de Güemes
Juan Vicente de Güemes Pacheco de Padilla y Horcasitas (Havanna, 1738. április 20. – Madrid, 1799. május 12.) Revillagigedo II. grófja, 1789 és 1794 között Új-Spanyolország alkirálya volt. Az utókor az egyik legjobb alkirálynak tarja, mivel többek között jelentős fejlesztéseket hajtott végre Mexikóvárosban, ami által a település Amerika-szerte számos tekintetben követendő példaképpé vált több nagyvárosban.

## Élete

### Alkirálysága előtt
Anyja a granadai Antonia Pacheco de Padilla Aguayo, apja Revillagigedo I. grófja, Juan Francisco de Güemes y Horcasitas volt, akit 1734-ben Kuba kapitány-generálisává és Havanna kormányzójává nevezték ki, így első öt gyermeke, köztük 1738-ban a legidősebb fiú, Juan Vicente is Havannában született. 1746-ban apját Új-Spanyolország alkirályává léptették elő, így tíz éven keresztül Mexikó területén éltek. A gyermek Kubában már három évesen megkezdte katonai pályafutását, 9 éves korában apja kinevezte az alkirályi őrség gyalogsági csoportjának kapitányává, a következő évben pedig a királyi erők ezredesévé, az alkirályi őrség parancsnokává. 1750-ben, 13 évesen a királyi palota őrségének gyalogsági csoportjának alezredese és kapitánya lett. Bár apja mindeközben egy szemináriumi professzorral filozófiára és latin nyelvre is próbálta taníttatni a fiút, őt a katonai pálya jobban vonzotta. Mexikóban családtagjai közül ő volt a legnépszerűbb, mert természete szemben állt apja szigorú és anyja túlzottan büszke jellemével. Tizenhét éves koráig élete mulatozás és szórakozás közepette telt, majd miután apját felmentették az alkirályi tisztségből, 1756-ban családjával Spanyolországba költözött.
1756 elején, amikor Cádizban tartózkodtak, a fiú a Soria nevű gyalogsági ezredhez csatlakozott, amellyel Ceutába került. Amikor Juan Vicente de Güemes huszonkét éves volt, elhunyt az akkori ezredes, így ezt a tisztséget ő vette át. Az 1761 és 1763 közötti spanyol–angol háborúban kitűnt katonai képességeivel, ezért jutalmul megkapta a királynői ezred parancsnoki tisztségét. Ezzel az ezreddel ismét eltöltött 9 hónapot Ceutában, de ekkor Aranda grófja, aki nagyra becsülte őt, Panamába küldte a sereget, hogy katonailag megszervezzék és megerősítsék a földszoros térségét. A panamai katonák lázadása azonban átterjedt a királynői ezredre is, Juan Vicente Güemes pedig nem tudott úrrá lenni a helyzeten. Ráadásul 1768-ban értesült apja haláláról is, és hogy az örökségi vitákat elrendezze, visszautazott Spanyolországba, a panamai helyzet rábízott megoldása nélkül. Ez a lépés súlyos hibának minősült pályafutása szempontjából, mivel III. Károly spanyol király nem bocsátotta meg neki, hogy nem teljesítette a feladatát. Güemes 11 évre vissza kényszerült vonulni a közélettől.
1779-ben egy jó barátjának, Floridablanca grófjának köszönhetően részt vehetett Gibraltár ostromában, ahol kidolgozott egy tervet a Szikla ostromára: ennek lényege az volt, hogy a spanyol és francia hajók zárják el az egyetlen utat, ahol utánpótlást kaphatna az ellenség. Emellett az Algeciras irányából a város felé irányuló támadások jó részében is vezető szerepet vállalt. A sikertelen ostrom után Güemes, aki ekkor már Revillagigedo II. grófja volt, visszatért Madridba, ám a király kegyeit továbbra sem nyerte vissza, így nem vállalt közéleti szerepet. Ebből a tétlen madridi időszakából származik egy ismeretlen barátjának írt levél, amelyben részletesen ír a amerikai problémákról, magát mint a francia befolyás ellenzőjét és a szabad kereskedelem támogatóját mutatja be, valamint magyarázatot ad Spanyolország népességcsökkenésére. Amellett, hogy 1784-ben belépett a Calatrava-rendbe, egy rövid ideig Károly király testvérének, Lajosnak az udvarában is szolgált. Lajos halála után azonban ismét állás nélkül maradt. A következő években az apjától örökölt valenciai báróságok (Benillova és Ribarroja) gazdaságának fejlesztésével foglalkozott és üzleteket bonyolított le, amelynek következtében busás vagyonra tett szert. Ez annyira megtetszett Cabarrús grófjának, hogy felkérte az újonnan alapított Banco de San Carlos nevű bank igazgatására, ahova a részvényesek 1788-ban meg is választották.

### Alkirályként
III. Károly 1788-as halála új lehetőségeket nyitott számára. Pártfogója, Floridablanca grófja javasolta őt egy amerikai alkirályi pozícióra, amit IV. Károlytól meg is kapott: kinevezték a La Plata-i alkirályság élére. De mielőtt útnak indult volna Dél-Amerikába, az új-spanyolországi alkirály, Manuel Antonio Flores Maldonado saját felmentését kérte, így az a pozíció megüresedett, és végül Güemes La Plata helyett oda került. 1789. augusztus 9-én érkezett meg Veracruz kikötőjébe, és bár eredetileg október 18-án, vasárnap tervezett bevonulni Mexikóvárosba, Francisco Xavier Gamboa, a Real Audiencia régense ezt ellenezte, így a bevonulást egy nappal korábbra időzítették. Nyolc nappal ezután a város életét egy Joaquín Dongo nevű gazdag üzletembernek, sógorának és háziszolgáinak meggyilkolása kavarta fel: a tetteseket azonban hamar elfogták és szokatlan gyorsasággal halálra is ítélték. November 14-én még egy északifény-jelenség okozott kisebb riadalmat a városban, de a nyugalom helyreállása után megkezdődtek a bikafuttatással is egybekötött ünnepségek az új alkirály megérkezésének, Mária Izabella királyi hercegnő születésének és Mária Lujza királyné születésnapjának tiszteletére.
Uralkodási ideje során Gamboával továbbra is rossz viszonyban volt, csakúgy, mint a mexikóvárosi érsekkel, Alonso Núñez de Haróval, aki szerint Güemes gőgös és udvariatlan volt. Mások ezzel szemben jószívűnek tartották, és kiemelték, hogy minden társadalmi osztály képviselőjével szemben kedvesen viselkedik.
Mivel ebben az időszakban történt a francia forradalom is, az alkirálynak folyamatosan ügyelnie kellett arra, hogy az ott kibontakozott tanok ne terjedjenek át Új-Spanyolországba. Többször is kapott Spanyolországból figyelmeztetéseket, hogy idegen propagandisták érkezése várható, de soha nem tudott megbizonyosodni arról, hogy az ilyen hírek igazak voltak-e. Az egyik legnagyobb fejtörést okozó ügy a francia Mateo Costével volt kapcsolatos, aki felesége révén került az Újvilágba, ahol San Martín de Acayucán közelében egy haciendát is működtetett. Bár egy tengerésztiszt személyében egy különleges ügynököt is kiküldött a helyzet felderítésére, végül így sem tudott meg semmit.
Általában reggel hat órától éjfélig dolgozott, mindössze két órányi déli pihenővel. Emiatt nem igen vett részt ünnepeken vagy más szórakoztató eseményeken, és a vallási életben sem volt annyira aktív, amennyire sok kortársa elvárta volna tőle. A palota bejárata elé felszereltetett egy postaládát, amibe bárki bedobhatta a panaszait vagy problémáit tartalmazó írásait.
Sok szóbeszéd terjengett arról, hogy az alkirály titkos viszonyt folytat Veracruz kormányzójának, Pedro Gorostizának a feleségével. Néhány nappal azután, hogy a Coliseóban bemutattak egy Változások a szerencsében, állandóságok a szerelemben című vígjátékot, amelynek egy epizódját rendkívül jól rá lehetett alkalmazni az alkirályra és a róla szóló pletykákra, az addig a fővárosban életvitelszerűen lakó Gorostiza és családja visszatért Veracruzba.
1790 körül mind a spanyolok, mind mások több felfedezőutat tettek annak érdekében, hogy megtalálják az Atlanti- és a Csendes-óceán közötti északi átjárót. 1791. május 28-án Güemes is útnak indította a Dionisio Alcalá Galiano és Cayetano Valdés parancsnoksága alatt álló Sutil és Mexicana nevű hajókat, amelyek szintén nem jártak sikerrel. George Vancouver expedíciója után még mindig nem lehetett tudni, hogy létezik-e az átjáró, vagy csak fjordok nyílnak a nyugati partról, ezért az alkirály Jacinto Caamaño vezetésével újabb felderítő utat rendelt el. Ők alaposan feltérképezték a Bucareli-öböl térségét, de szintén nem jutottak pozitív eredményre. Ez volt a spanyolok utolsó felfedezőútja Észak-Amerika nyugati partjainak térségében.
1790-ben Güemes elrendelte a ma Revillagigedo-szigeteknek nevezett szigetcsoport okkupációját. 1793-ban a tudományos munkát végző angol James Colnettet egy spanyol hajó foglyul ejtette az egyik szigetnél, ahonnan a foglyot San Blasba vitték. Mivel később az alkirály segítségével szabadult ki, Colnett hálából ekkor nevezte el a szigeteket Revillagigedo után.
Amikor pártfogóját, Aranda grófját Manuel Godoy követte a miniszterelnöki tisztségben, Güemes helyzete megingott. Még mielőtt letelt volna ötéves megbízatása, Godoy máris új alkirályt talált helyette sógora, Miguel de la Grúa Talamanca, Branciforte őrgrófja személyében. Güemes még nem is értesült erről, mire De la Grúa már meg is érkezett Mexikóba. A hatalom átadására végül 1794. július 11-én került sor.

#### Országfejlesztő tevékenysége

##### Mexikóvárosban
Mexikóváros főtere, a mai Zócalo ekkoriban nagyon gondozatlan volt: itt működött a piac és az akasztófa is, de a mészárosok itt vágták és nyúzták meg az állatokat is, a 16. századból származó szökőkútban pedig mostak és mosogattak az emberek. Az alkirály kitakaríttatta a teret, a piacot átköltöztette a Plaza del Volador térre, miközben két új piacot is nyitott a Santa Catarina és a Factor téren, sőt, szabályzatot is alkotott arról, hogy hol mit lehet árusítani. A főtér talaját kimélyíttette: ekkor kerültek felszínre Tenocstitlan romjai, valamint értékes leletek, köztük az azték napkő. A régi szökőkút helyett négy másikat építtetett a tér négy sarkán, ügyelve arra, hogy ne legyen medencéjük, ahol mosni lehetne. Lebontatta a székesegyház addig temetőnek használt udvarát övező kerítést, VI. Ferdinánd szobrát pedig eltávolíttatta a helyéről. Az ő idején épült fel a székesegyház két tornya, az alkirályi palota botanikus kertjét pedig új, az alkirályság különböző vidékeiről hozatott növényekkel bővítette. Ugyancsak kitakaríttatta a palota elhanyagolt folyosóit, és bevezette benne a világítást. A főteret és a környező, addig földes utcákat leköveztette, a mellettük húzódó szennyvizes árkokat pedig földalatti csatornák építésével szüntette meg. Ez utóbbi intézkedését többen is támadták, leginkább José Antonio Alzate, aki úgy vélte, ezzel az árvízveszély növekedik. 1792 júniusában egy nagy esőzés után valóban több utcát el is öntött az ár, mivel a csatornák kivezető nyílásai alacsonyabban voltak, mint amekkorára a Texcocói-tó vize felduzzadt. Fontos lépés volt továbbá, hogy többhelyütt járdák épültek a városban, az éjszakai rossz közbiztonság pedig a közvilágítás kiépítésével kezdett javulni: a fő utak mellett olajlámpásokat helyeztek el. Az utcák házait az ő idején kezdték el megszámozni.
A köztisztaságot rendszeresen járó szemétgyűjtő kocsik üzembe helyezésével garantálta, valamint azzal, hogy elrendelte, hogy a lakóknak minden szerdán és szombaton ki kellett söpörniük, naponta pedig locsolniuk kellett a hozzájuk tartozó utcaszakaszt. A tűzesetek magas számát is szabályozással próbálta csökkenteni, a már fellobbant tüzek oltására pedig elérhetővé tette a város tulajdonában álló szivattyúk mellett a pénzverde, a vámhivatal és a dohánygyár szivattyúit is. Güemes vezette be a város első bérkocsijait: ezek a négy személy szállítására alkalmas járművek 1793. augusztus 4-én mutatkoztak be, és sikerük akkora volt, hogy a kezdeti négy kocsi mellé hamarosan további négyet kellett szolgálatba állítani. Ugyancsak rendszeres havi járatok indultak Guadalajarába és félhaviak Perotébe.

##### Más helyszíneken
Az alkirályság útjai közül kettővel foglalkozott kiemelten: az egyik a Mexikóvárost Veracruzszal összekötő út volt, mivel ez jelentette a fő kapcsolatot Európa és a főváros között, a másik a Tolucába vezető út, mivel Toluca térségéből rengeteg áru (állatok, kukorica, búza és lőpor) érkezett a központba. Veracruznak a Jamapa folyó vizét felhasználó vízellátó rendszerét is elkezdte kiépíteni, ugyanitt pedig temetőket létesített a külvárosokban, hogy leszoktassa az embereket arról, hogy halottaikat a templomokban helyezik végső nyugalomra, ám ez ellen sokan tiltakoztak, és végül a külső temetőket csak a legszegényebb emberek kezdték használni. A Mexikóvárost is magába foglaló központi völgyben található tavak régóta tartó lecsapolásával Güemes is foglalkozott: a munkálatokat először 1790 februárjában tekintette meg, többek között a nagyszabású huehuetocai csatornaépítést is, amely azonban uralkodása alatt csak egy kis lépéssel haladt előre.
Güemes előtt nem léteztek ingyenes általános iskolák az országban, ő hozta létre az első ilyeneket, hogy a gyerekek legalább az írást és az olvasást megtanulhassák. Ő volt az, aki különféle dokumentumok összegyűjtésével megalapozta a mai Mexikói Nemzeti Levéltár gyűjteményét, alkirályok, őrgrófok és saját levelezéseit, egybegyűjtötte és beköttette, és szintén összegyűjtötte a Manuel de la Vega által összeállított Memorias de Nueva España című, 32-kötetes dokumentumgyűjteményt.

### Alkirálysága után
Miután átadta a hatalmat utódjának, még több hónapig, egészen 1794. december 22-ig Mexikóban kellett maradnia, mivel nem állt rendelkezésre hajó, amin visszamehetett volna Európába. Végül Veracruzból az Europa nevű hajón visszatért Spanyolországba. 1795. január 15-én az új alkirály az összes új-spanyolországi franciát börtönre ítélte, egy feltételezett felkelés szervezése miatt. Revillagigedónak három francia alkalmazottja volt: Juan Lausel szakács, Pedro Virú főkocsis és Martín Menviela borbély. Bár megpróbálta őket megvédeni, végül egy felsőbb rendelkezésnek engedelmeskedve a szakácsát el kellett küldenie Mexikóba az inkvizíció bírósága elé. 1795 áprilisától egészen szeptemberig kellett várakoznia Cádizban, hogy megkapja az engedélyt, hogy tiszteletét tehesse a királynál. Ezt a kényszerű várakozást igen kellemetlennek és megalázónak érezte, ráadásul mire megkapta az engedélyt, egy régi betegsége kiújult, és még tovább kényszerült maradni, így csak december 17-én fogadták őt az Escorialban.
1796-ban Barcelona kapitány-generálisává és kormányzójává nevezték ki, nem sokkal ez után pedig tüzérségi parancsnokká, viszont megtört egészsége miatt nem tudta ténylegesen betölteni ezeket a pozíciókat. Utolsó éveit visszavonultan töltötte madridi, Sacramento utcai palotájában, ahol 1799. május 12-én elhunyt.